# 기신
기신(紀信, ? ~ 기원전 204년)은 전한의 장군이다.

## 생애
기신의 기록은 적지만 홍문연에서 유방을 호위한 4명의 장수중 하나였고 나머지 장수들이 번쾌 하우영 등 유방이 젊은시절부터 같이하던 친구와 친척들인것을 감안하면 기신도 패현에서 유방과 같이 지내던 친구 사이로 추측된다.
기원전 205년, 유방은 팽성에서 항우의 3만 정예병에게 대패하고 형양성으로 도망가게 되었다. 수개월에 걸친 포위로 성내에 군량이 거의 떨어지자 진평의 계략에 의해 2,000명의 여군을 결성한 후 기신에게 유방의 차림을 하고 여군 지휘관으로 삼아 그 여군을 이끌고 동문으로 나와서 거짓으로 항복하여 유방이 도망갈 수 있는 활로를 열어주었고, 분노한 항우에 의해 불에 타 죽었다. 그리고 여군 2,000명은 항우군에 의해 강간당했다. 기신이 처형당하고 휘하 여군들이 강간 당하는 동안 유방은 반대쪽인 서문으로 빠져나가 형양성을 탈출했다. 
항우는 기신을 포획한 후 유방이 아닌 기신이라는 것을 알자 "너의 주군은 어디 갔느냐?"라고 물었다. 하지만 기신은 "그 분은 도망가신지 시간이 너무 오래 지났는데 나라고 알 수 있는 방법이 있겠냐?"라고 말했고, 천성이 난폭하고 쉽게 화를 내는 항우는 이 말을 듣고 기신을 불에 구워 죽였다.
이를 계기로 전세는 역전되고 오히려 항우가 궁지에 몰리게 된다.
홍문연에서 빠져나온 유방을 번쾌·하후영·근강 등과 함께 호위한 인물로 사기는 기신을, 한서는 기성을 든다. 이를 토대로 기신과 기성을 동일인물로 보기도 하지만, 기신은 형양에서 죽은 반면 기성은 사기와 한서의 고조의 공신 표에서 모두 호치 전투에서 전사한 것으로 나온다. 그래서 아니라고 하기도 한다.